# Boykinia jamesii
Boykinia jamesii là một loài thực vật có hoa trong họ Saxifragaceae. Loài này được (Torr.) Engl. miêu tả khoa học đầu tiên năm 1890.